# Антоњиновка
Антоњиновка (пољ. Antoniówka) је село у Пољској које се налази у војводству Лођском у повјату Белхатовском у општини Клешчов.
Од 1975. до 1998. године ово насеље се налазило у Пиотрковском војводству.
- Географски положај:
  - Географска дужина - 19°15' E
  - Географска ширина - 51°13' N